# MB 독트린
MB 독트린은 이명박 전 대통령의 외교 정책이다. 해당 정책은 조선민주주의인민공화국의 핵 완전 폐기를 전제로 북과의 대북정책을 풀어나가고자하는 정책이다.